# Płytka ogniskowa
Płytka ogniskowa – w lunecie lub lornetce, szklana płytka z wytrawioną chemicznie lub mechanicznie siatką kresek, znajdująca się w płaszczyźnie obrazu utworzonego przez obiektyw. Obraz kresek jest ostro widoczny w przyrządzie, umożliwia określenie położenia obiektu. W wojskowych przyrządach optycznych naniesiona jest skala ułatwiająca określanie odległości.